# Sommer-Paralympics 2008/Teilnehmer (Samoa)
| stlisierte Goldmedaille | stlisierte Silbermedaille | stlisierte Bronzemedaille |
| ----------------------- | ------------------------- | ------------------------- |
| —                       | —                         | —                         |

Samoa nahm mit dem Leichtathleten Mose Faatamala an den Sommer-Paralympics 2008 im chinesischen Peking teil, der auch Fahnenträger beim Einzug der Mannschaft war. Er startete bei den Weitsprung-Wettbewerben (F46) und belegte einen neunten Platz. Ein Medaillensieg Samoas blieb aus.

## Teilnehmer nach Sportart

### Leichtathletik
Männer
- Mose Faatamala